# Детско-юношеский центр (Волгоград)
Детско-юношеский центр Волгограда — муниципальное образовательное учреждение дополнительного образования детей. Является правопреемником первого на территории России и второго на территории бывшего СССР (вслед за Харьковским) Дворца пионеров — Сталинградского Дворца пионеров.

## История
3 января 1936 года в Сталинграде на заседании бюро крайкома ВКП(б) решался вопрос об открытии дворца пионеров. Из шести предложенных зданий, в которых мог бы расположиться дворец, по разным причинам не один не был выбран. В результате Дворцу пионеров было передано здание, в котором на тот момент располагался городской комитет партии.
Это здание было построено по заказу Царицынского купца К.В. Воронина. Внутренние интерьеры особняка были выполнены из мрамора. Стены украшала художественная лепнина. Полы — инкрустированный паркет. Здание было облицовано финским гранитом.
Реставрация и переоборудование здания были проведены в течение трёх месяцев. В здании было 38 комнат. К открытию оборудовали музыкальные комнаты, балетную студию, помещения для театрального и хорового коллективов, лабораторию юных натуралистов, класс занимательной физики, кино и фотостудию, кабинет зоологии, радиоузел. Дворец был рассчитан на 1500 воспитанников. Художественное оформление дворца выполнил московский художник Н.В. Филиппов. Все работы по созданию Дворца пионеров проводились Советом Дворца, председателем которого был первый секретарь крайкома партии Иосиф Михайлович Варейкис.
Торжественное открытие Сталинградского дворца пионеров состоялось 17 мая 1936 года.
Первым директором дворца был назначен Самуил Львович Зайцев, но уже в середине 1937 года директором стал Вениамин Иосифович Николаевский, который проработал до 1962 года.
Кроме основного здания, дворцу было передано здание бывшей Мариинской женской гимназии, в котором открылся зрительный зал на 800 мест.
В первые месяцы Великой Отечественной войны Дворец продолжил свою работу. Кружок рукоделия приступил к массовому пошиву белья для госпиталей. Юные химики расфасовывали медикаменты и перевязочные средства для полевых медсанбатов. В типографии печатались повестки. Симфонический оркестр дворца играл на городском радио, заменяя ушедших на фронт музыкантов. Художественные кружки давали концерты на призывных пунктах и в госпиталях. Юные техники делали деревянные корпуса для противотанковых мин. Воспитанники изостудии рисовали почтовые открытки для красноармейцев.
9 декабря 1941 года городской комитет обороны принял решение о закрытии Дворца пионеров. 10 декабря здание дворца занял штаб Харьковского военного округа. Но кружки продолжили работу в школах, в помещениях музыкального техникума и радиостудии.
В ходе Сталинградской битвы здание дворца было разрушено и не подлежало восстановлению.
22 апреля 1950 года в здании по адресу ул. Пушкинской, 25 начал свою работу Дом пионеров, который сталинградцы по старой памяти называли Дворцом. Здание было маленьким и в 1956 году решением Исполкома горсовета дворец перевели в здание по проспекту Ленина, 5.

## Современный ДЮЦ
Летом 1980 года, до открытия, в спортзале дворца сшивали полотно для музея-панорамы «Сталинградская битва».
29 декабря 1981 года на берегу реки Царицы было открыто новое здание Дворца пионеров, построенное по проекту архитектора Ефима Левитана и Александра Леушканова.

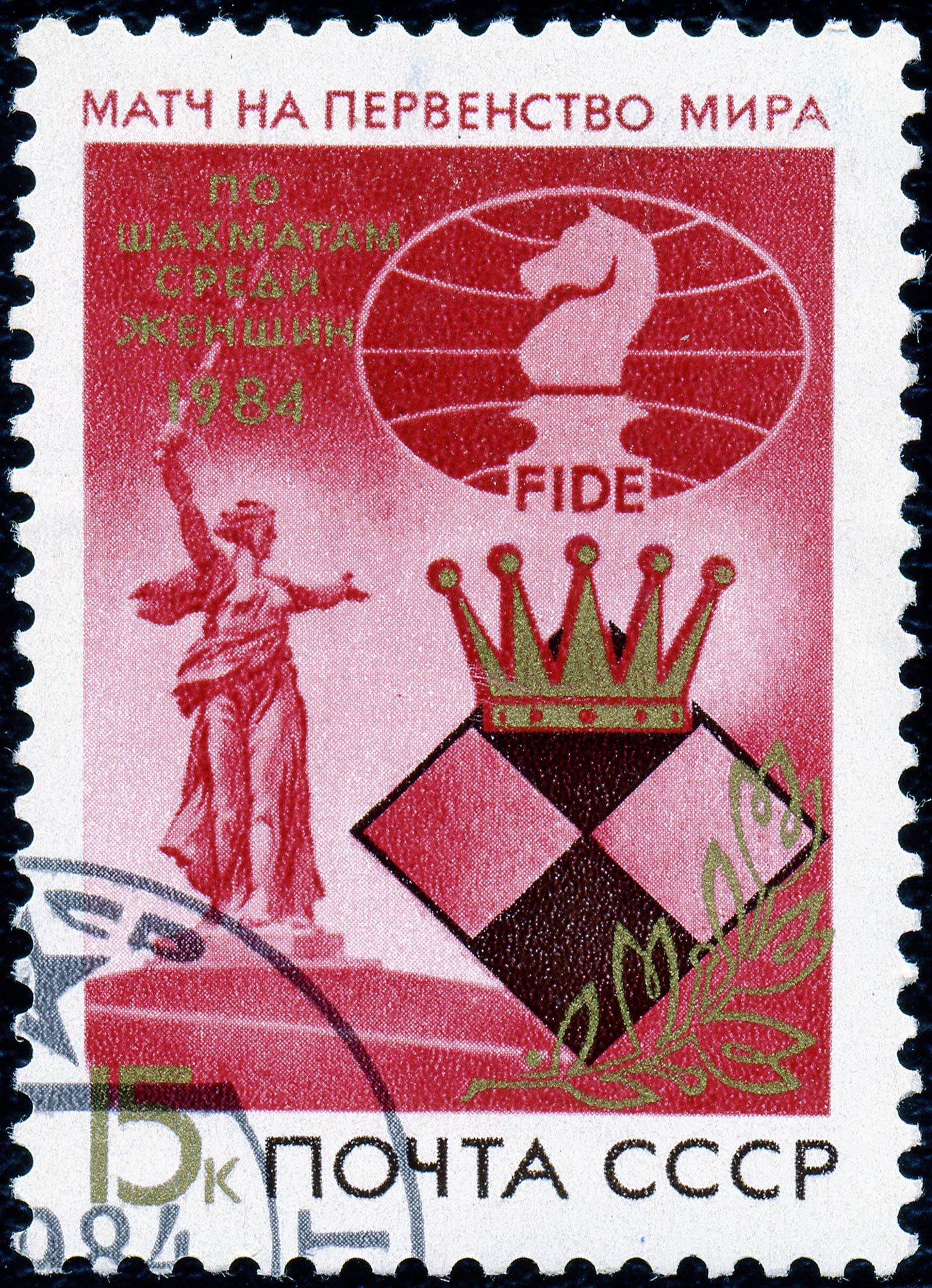
Почтовая марка, посвященная чемпионату

В 1984 году в Волгоградском дворце пионеров проходил  Матч за звание чемпионки мира по шахматам 1984 года. Между собой боролись претендентка на звание Ирина Левитина и действующая двукратная чемпионка Майя Чибурданидзе, которая защитила титул.
В течение почти четырёх месяцев внимание спортивной общественности всего мира было приковано к Волгограду. На матче в общей сложности побывало до 100 тысяч зрителей. На открытом чемпионате присутствовали президент Международной шахматной федерации Флоренсио Кампоманес, министр культуры СССР Пётр Демичев, председатель шахматной федерации СССР Виталий Севастьянов, руководители области.
В 1995 году здание признали объектом, представляющим для города архитектурную ценность.
В декабре 2005 года из-за отсутствия финансирования на реконструкцию здания, находящегося в аварийном состоянии, дворец был закрыт. Дети продолжили заниматься на территории различных образовательных учреждений Волгограда и в здании бывшего кинотеатра «Победа». 11 мая 2014 года в здании ДЮЦ произошло возгорание. 1 июня 2014 года руководством Волгоградской области принято решение о реконструкции здания. Тогда же была начата реконструкция, которую осуществлял ПриволжТрансСтрой, главный архитектор реконструкции Алексей Лисин, начальник строительства Алексей Колпаков, прораб Борис Миклин[значимость факта?]. 6 марта 2018 года здание ДЮЦ Волгограда открыто после реконструкции.